# El Pot Petit
El Pot Petit és un grup musical i companyia de teatre i animació de l'Empordà fundada l'any 2009 per Siddartha Vargas i Helena Bagué.
El Pot Petit organitza espectacles diversos pensats per a tota la família i en especial pels nens. Els seus fundadors i components són mestres, formats en el món del lleure i amb estudis de teatre, circ, teatre musical i pedagogia teatral, formació que inspira les actuacions del grup. Les seves cançons originals i videoclips es distribueixen a través de diferents plataformes digitals. També han editat diversos llibres, lligats a l'imaginari de les cançons i les actuacions.
El 2020 el grup havia esdevingut molt popular entre el públic familiar, amb milions de reproduccions de les seves cançons i vídeos. Les seves actuacions en directe també tenen una gran acollida. A principis de l'any 2024 El Pot Petit va fer un programa de deu episodis, d'un quart d'hora de durada, pel canal de televisió SX3. La seva obra ha estat reconeguda amb diferents guardons, com el Premi Arc (2019) a la millor gira per a públic familiar i el Premi Enderrock al millor disc (2020).

## Trajectòria
El Pot Petit fou fundat el 2009 a l'Empordà per Siddartha Vargas i Helena Bagué, quan uns familiars van contractar-los com a grup d'animació per un bateig. Més tard continuarien actuant a casals i a guarderies d'altres pobles. Al principi la banda només cantava cançons populars però en poc temps van afegir instrumentalització i integrants al grup. Des d'un bon principi van combinar música i teatre amb una faceta educativa. Els primers anys, el grup realitza diferents espectacles musicals entre els quals destaquen Quina Festa!, El Pot Petit i la Mermelada Band i De tots colors i també de contes com Macedònia de contes i Una carta de reis molt especial.
El maig del 2012 van treure el primer disc Canta amb el Pot Petit, amb cançons pròpies i animacions digitals, que va impulsar el grup i els va portar a recórrer tota Catalunya. Destaca l'actuació del grup a la Festa dels súpers de 2014. En aquest primer disc també es va incorporar l'imaginari propi del grup, amb personatges ficticis representats per Siddartha i Helena que conviuen amb amics màgics i serveix de fil conductor entre les cançons.
Posteriorment, el 2015, sortiria el segon disc del grup Ritmes i Rialles que també promouria una gira a nivell català i que optaria al premis Enderrock.
El tercer disc del grup va ser A l'aventura, publicat el 2018. L'estrena es va fer a l'Auditori de Girona, durant el Festival Streness, amb un públic de 1.200 persones. Totes les cançons del disc eren de creació pròpia amb molts estils diferents: ska, swing, rumba, balada... compostes per diferents membres del grup, que havia crescut fins als tretze integrants. Aquell any també van assolir la fita dels 7 milions de visualitzacions dels seus vídeos a Youtube.
L'any 2019 presentarien el seu quart àlbum, titulat 10 anys. Amb aquest àlbum es compleixen deu anys de la seva carrera musical i foren guardonats amb el Premi Arc (2019) a la millor gira per a públic familiar i el Premi Enderrock al millor disc (2020).
El seu cinquè disc, Les aventures del lleó vergonyós, es va publicar el 2021 i les actuacions es van estrenar al Teatre de Salt, durant el festival Temporada Alta. L'àlbum estava format per sis cançons i un audiollibre, que narra les aventures dels personatges.
El 21 de març del 2024 el canal de televisió SX3 va estrenar el programa El món del Pot Petit, de deu episodis de quinze minuts. En aquesta sèrie El Pot Petit va interpretar les cançons i aventures d'en Pau, la Jana i tots els seus amics titelles, compartint els valors del respecte per la natura, l'amistat i la cultura. La preestrena de la sèrie es va fer el dissabte 16 de març del 2024 al Cinema Truffaut de Girona.